# Colós de Rodes
El Colós de Rodes (grec antic: Ὁ Ἥλιος Ῥόδιος, Ὁ Κολοσσὸς Ῥόδιος – ho Hélios Rhódios, ho Kolossòs Rhódios, llatí: Colossus Solis Rhodi o Solis Colossus Rhodi, grec modern: Κολοσσός της Ρόδου – Kolossós tis Rhódu) va ser una gegantina estàtua del déu Hèlios construïda a l'illa de Rodes en el segle iii aC per Cares de Lindos.
Segons la majoria de les descripcions contemporànies, el colós feia aproximadament 70 colzades, o 33 metres d'alçada, aproximadament dos terços de l'alçada de la moderna Estàtua de la Llibertat des dels peus fins a la corona, situada a Nova York, tot i que descansava sobre una plataforma menys elevada. Va ser una de les Set meravelles del món antic. Es va esfondrar durant el terratrèmol del 226 aC, encara que se'n van conservar parts. D'acord amb l'Oracle de Delphes, els rodis no el van reconstruir. Joan Malales va escriure que Adrià durant el seu regnat va tornar a erigir el Colós, però es va equivocar. Segons la Suda, els rodis eren anomenats colosseus (Κολοσσαεῖς), perquè van aixecar l'estàtua a l'illa.
L'any 653, una força àrab sota el comandament del general musulmà Mu'awiya I va conquerir Rodes, i segons la Crònica de Teòfanes el Confessor l'estàtua va ser completament destruïda i les restes venudes.
Des del 2008, s'han anunciat una sèrie de propostes encara no realitzades per construir un nou Colós al port de Rodes, tot i que la ubicació real del monument original continua en disputa.

## Setge de Rodes
A finals del segle iv aC, Rodes, aliada de Ptolemeu I d'Egipte, va impedir una invasió massiva organitzada pel seu enemic comú, Antígon I Monoftalm.
El 304 aC, va arribar una força de socors de vaixells enviats per Ptolemeu, i Demetri (fill d'Antígon) i el seu exèrcit van abandonar el setge, deixant enrere la major part del seu equipament de setge. Per celebrar la seva victòria, els rodis van vendre l'equipament deixat per 300 talents i van decidir utilitzar els diners per construir una estàtua colossal del seu déu patró, Hèlios. La construcció es va deixar a la direcció de Cares, un nadiu de Lindos a Rodes, que havia estat involucrat amb estàtues a gran escala abans. El seu mestre, l'escultor Lisip, havia construït una estàtua de bronze de Zeus de 22 metres d'alçada a Tàrent.

## Els orígens
Alexandre el Gran, mort a una edat primerenca, no va arribar a temps de designar successor. Llavors, van esclatar fortes disputes entre els seus generals, els diàdocs, tres dels quals es van acabar dividint la major part de l'imperi a l'àrea de la Mediterrània.
Durant la disputa, Rodes es va mantenir al costat de Ptolemeu I i, quan aquest general va passar a ser rei d'Egipte, van formar una aliança que va controlar gran part del comerç a la Mediterrània oriental.
Un altre dels generals d'Alexandre, Antígon, es va sentir molest amb el desenvolupament dels fets. L'any 305 aC, va ordenar al seu fill Demetri (llavors ja un famós general) envair Rodes amb un exèrcit de 40.000 soldats. No obstant això, la ciutat es trobava ben protegida i Demetri es va veure obligat a construir un bon nombre de torres de setge per accedir als murs. La primera d'aquestes torres va ser muntada sobre sis embarcacions, les quals van ser arrossegades durant una tempesta abans de poder ser utilitzades. Ho va intentar novament amb una torre encara més gran per terra, però els defensors de Rodes ho van aturar inundant la terra enfront dels murs per evitar l'avanç de les torres. L'any 304 aC, una flota d'embarcacions enviades per Ptolemeu va arribar a Rodes i va causar la desbandada de l'exèrcit de Demetri, que va abandonar gran part del seu equipament. Malgrat el seu fracàs a Rodes, Demetri es va guanyar el sobrenom de Poliorcetes, «l'assetjador de ciutats», pels seus èxits a tot arreu.
Per celebrar la seva victòria, els rodis van decidir construir una estàtua gegant del seu déu patró, Hèlios. La construcció va ser deixada sota la direcció de Cares, nadiu de l'illa, que havia treballat prèviament en la construcció de grans estàtues. El seu mestre, el famós escultor Lisip, havia construït una estàtua de Zeus de 18 metres d'alçada.

## La construcció i el seu destí final
La construcció va començar l'any 292 aC. Els relats antics, que difereixen fins a cert punt, descriuen l'estructura com a construïda amb barres d'unió de ferro a les quals es fixaven plaques de bronze per formar la pell. L'interior de l'estructura, que es trobava sobre un pedestal de marbre blanc de prop de l'entrada del port de Rodes, es va omplir de blocs de pedra a mesura que avançava la construcció. Altres fonts situen el Colós en uns espigons del port. Segons la majoria de les descripcions contemporànies, l'estàtua en si tenia uns 70 colzades, o 32 metres. Gran part del ferro i el bronze es van reforjar a partir de les diverses armes que l'exèrcit de Demetri va deixar enrere, i la segona torre de setge abandonada podria haver estat utilitzada per bastides als nivells inferiors durant la construcció.
Filó de Bizanci va escriure a De septem mundi miraculis que Chares va crear l'escultura in situ col·locant-la en cursos horitzontals i després col·locant «…un enorme munt de terra al voltant de cada secció tan bon punt es va completar, enterrant així l'obra acabada sota la terra acumulada, i realitzant la colada de la següent part al nivell».
Els enginyers moderns han proposat una hipòtesi per a la construcció de l'estàtua, basada en la tecnologia de l'època, i els relats de Filó i Plini, que van veure i descriure les ruïnes.
L'arqueòloga Ursula Vedder ha proposat que l'escultura es fes en grans seccions seguint els mètodes tradicionals grecs i que el relat de Filó «no és compatible amb la situació demostrada per l'arqueologia a l'antiga Grècia».

## El colós dempeus (280–226 aC)
Després de dotze anys, el 280 aC, l'estàtua es va acabar. A les antologies de poesia gregues es conserva el que es creu que és el text de dedicatòria genuí del Colós.
| « | Αὐτῷ σοὶ πρὸς Ὄλυμπον ἐμακύναντο κολοσσὸν τόνδε Ῥόδου ναέται Δωρίδος, Ἀέλιε, χάλκεον ἁνίκα κῦμα κατευνάσαντες Ἐνυοῦς ἔστεψαν πάτραν δυσμενέων ἐνάροις. οὐ γὰρ ὑπὲρ πελάγους μόνον κάτθεσαν, ἀλλὰ καὶ ἐν γᾷ, ἁβρὸν ἀδουλώτου φέγγος ἐλευθερίας· τοῖς γὰρ ἀφ' Ἡρακλῆος ἀεξηθεῖσι γενέθλας πάτριος ἐν πόντῳ κἠν χθονὶ κοιρανία. | Portaven un colós a l'Olimp. allà a Rodes hi ha Doris, Aelius, Eren com una onada de coure, calmant les onades d'Enioi. coronaren els seus pares amb noms desfavorables. Perquè no només es van establir sobre els mars, sinó també a la terra, la llum de la llibertat brilla sobre l'esclau; Perquè els que neixen d'Hèrcules no neixen d'Hèrcules. pare en Pont i Chthon, pena. | » |

## Col·lapse (226 aC)

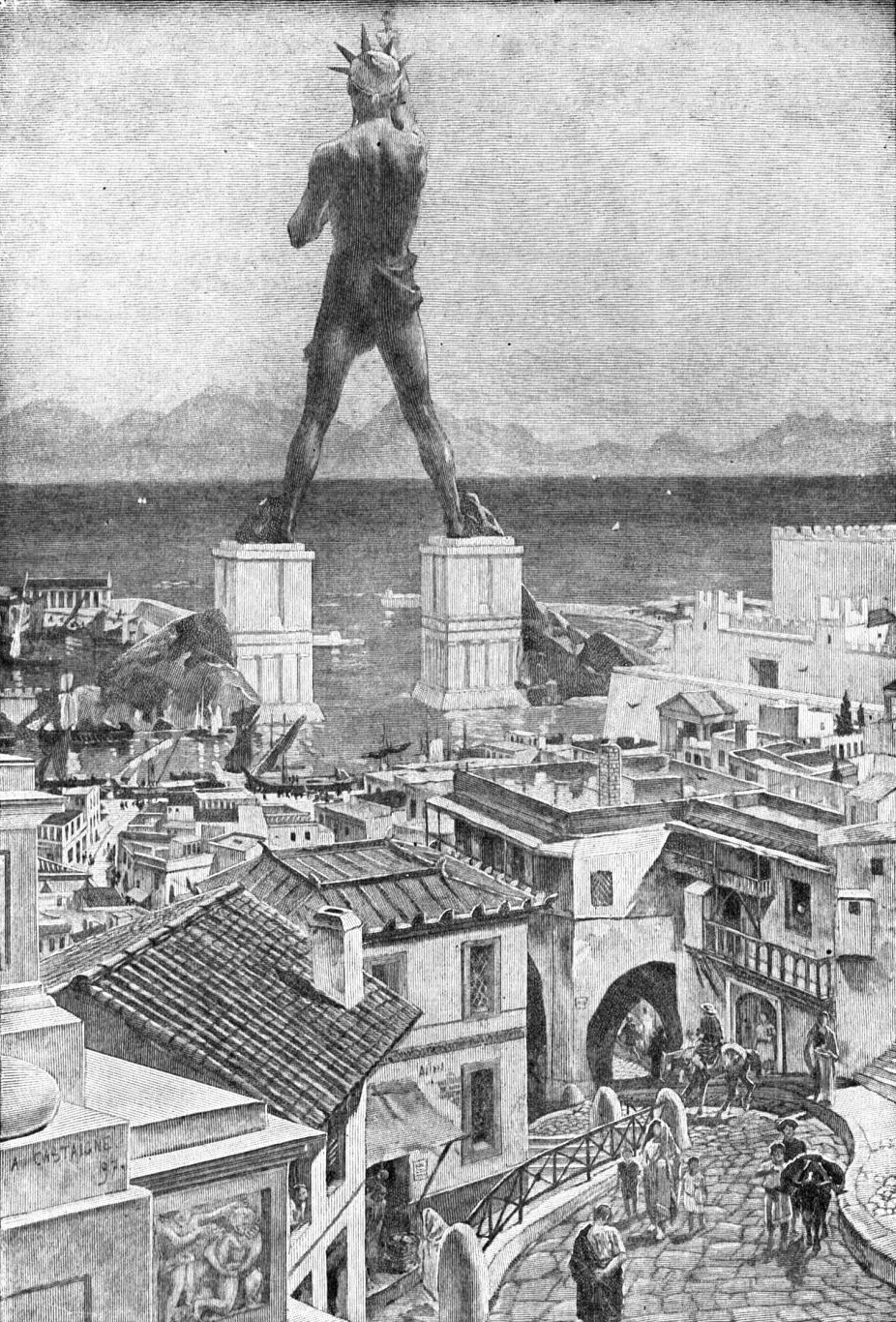
Concepció de l'artista a partir del Llibre de coneixement de la Societat Grolier de 1911

L'estàtua va romandre durant 54 anys, abans que Rodes patís un terratrèmol l'any 226 aC. El terratrèmol aC va causar danys importants a grans porcions de Rodes, inclosos el port i els edificis comercials, que van ser destruïts. Aleshores, l'estàtua es va trencar pels genolls i va caure a terra. Ptolemeu III es va oferir a pagar-ne la reconstrucció, però l'Oracle de Delfos va fer pensar als rodis que havien ofès Hèlios i van declinar l'oferiment.
Les restes de l'estàtua van romandre sobre el terra de Rodes durant més de vuit segles, i tot i trencades resultaven tan impressionants que molts hi viatjaven tan sols per veure-les. Plini el Vell destacava que ben pocs podien voltar amb els seus braços el dit polze caigut per terra, i que cadascun dels dits del Colós era més gros que moltes estàtues.
Les restes van ser descrites breument per Estrabó (64 o 63 aC - c. 24 dC), a la seva obra Geografia (Llibre XIV, capítol 2.5). Estrabó va ser un geògraf, filòsof i historiador grec que va viure a Àsia Menor durant el període de transició de la República Romana a l'Imperi Romà. Estrabó és conegut sobretot per la seva obra Geographica («Geografia»), que presentava una història descriptiva de persones i llocs de diferents regions del món coneguts durant la seva vida.

Estrabó afirma que:
| «          | La ciutat dels rodes es troba al promontori oriental de Rodes; i és tan superior a totes les altres en ports i carreteres i muralles i millores en general que sóc incapaç de parlar de cap altra ciutat com a igual a ella, o fins i tot gairebé igual a ella, i molt menys superior a ella. És destacable també pel seu bon ordre, i per la seva acurada atenció a l'administració dels afers de l'estat en general; i en particular al dels afers navals, pel qual va mantenir durant molt de temps el domini del mar i va enderrocar el negoci de la pirateria, i es va fer amic dels romans i de tots els reis que afavorien tant els romans com els grecs. En conseqüència, no només s'ha mantingut autònom sinó que també s'ha adornat amb molts exvots, que en la seva major part es troben al Dionís i al gimnàs, però en part a altres llocs. El millor d'ells és, en primer lloc, el Colos d'Heli, del qual l'autor del vers iàmbic diu: "set vegades deu colzades d'alçada, obra de Chares el Lindià"; però ara es troba a terra, després d'haver estat enderrocat per un terratrèmol i trencat als genolls. D'acord amb un determinat oracle, el poble no el va tornar a plantejar. Aquest, doncs, és el més excel·lent dels exvots (en qualsevol cas, és de comú acord una de les Set Meravelles). | » |
| — Estrabó, | |   |

Plini el Vell (23/24 dC - 79) va ser un autor romà, naturalista i filòsof natural, un comandant naval i de l'exèrcit del primer Imperi Romà i amic de l'emperador Vespasià. Plini va escriure l'enciclopèdica Naturalis Historia (Història natural), que es va convertir en un model editorial per a les enciclopèdies. La Naturalis Historia és una de les obres individuals més grans que han sobreviscut des de l'Imperi Romà fins als nostres dies i pretén cobrir tot el camp del coneixement antic. Plini va dir:
| «        | Però allò que és, amb diferència, el més digne de la nostra admiració, és la colossal estàtua del Sol, que antigament es trobava a Rodes, i va ser obra de Cares el Lindià, alumne de l'anteriorment anomenat Lisip; no menys de setanta colzades d'alçada. Aquesta estàtua cinquanta-sis anys després de ser erigida, va ser enderrocada per un terratrèmol; però encara que menteix, excita la nostra meravella i admiració. Pocs homes poden agafar el polze als braços i els seus dits són més grans que la majoria de les estàtues. On les extremitats es trenquen, es veuen grans cavernes badallant a l'interior. També al seu interior s'hi poden veure grans masses de roca, pel pes de les quals l'artista la va assentar mentre l'aixecava. | » |
| — Plini, | |   |

## Destrucció de les restes
El destí final de les restes de l'estàtua és incert. Rodes té dos terratrèmols greus per segle, a causa de la seva ubicació a l'arc hel·lènic sísmicament inestable. Pausànias esmenta a la Descriptio Graeciae, escrivint ca.174, com la ciutat va quedar tan devastada per un terratrèmol que es va considerar complert l'oracle de la sibil·la que preveia la seva destrucció. Això significa que l'estàtua no hauria sobreviscut molt de temps si mai hagués estat reparada. Al segle iv, Rodes es va cristianitzar, per la qual cosa és improbable qualsevol manteniment o reconstrucció, si n'hi havia abans, d'una antiga estàtua pagana. El metall probablement s'hauria utilitzat per a monedes i potser també eines en l'època de les guerres àrabs, especialment durant els conflictes anteriors com les guerres sassànides.
L'inici de les incursions navals islàmiques contra l'Imperi Romà d'Orient va donar lloc a un relat dramàtic del que va passar del Colós. L'any 653, una força àrab sota el comandament del general musulmà Muawiyah I va assaltar Rodes, i segons la Crònica de Teòfanes el Confessor les restes de l'estàtua formaven part del botí, es van fondre i es van vendre a un comerciant jueu d'Edessa que va carregar el bronze als 900 camells, segons fa saber el cronista Teòfanes Isàuric. La mateixa història és registrada per Bar Hebreu, escrivint en siríac al segle xiii a Edessa (després del saqueig àrab de Rodes): «I un gran nombre d'homes estiraven amb fortes cordes que eren lligades al voltant del colós de llautó que hi havia a la ciutat. I en van pesar tres mil càrregues de llautó corinti, i la van vendre a un jueu d'Emesa» (la ciutat siriana d'Homs)
En última instància, Teòfanes és l'única font d'aquest relat, i totes les altres fonts es poden rastrejar fins a ell. (pp 169–174) Com que la font de Teòfanes era siríaca, potser tenia informació vaga sobre una incursió i li atribuïa la desaparició de l'estàtua, sense saber-ne molt més. O la destrucció àrab i la suposada venda a un jueu poden haver-se originat com una metàfora poderosa del somni de Nabucodonosor de la destrucció d'una gran estàtua.
Atesa la probable negligència anterior de les restes i les diverses oportunitats per a les autoritats d'haver reutilitzat el metall, així com el fet que, malgrat les incursions islàmiques, l'illa va continuar sent un important punt estratègic de l'Imperi Romà fins ben entrat el segle ix, és poc probable que una incursió àrab hagi trobat molt, si n'hi ha cap, metall restant per endur-se. Per aquestes raons, així com per la percepció negativa de les conquestes àrabs, LI Conrad considera la història de Teòfanes sobre el desmantellament de l'estàtua com una propaganda probable, com la destrucció de la Biblioteca d'Alexandria.

## Postura
El colós a cavall del port va ser un producte de la imaginació medieval basada en la menció del text de la dedicatòria de «sobre terra i mar» dues vegades i els escrits d'un visitant italià que el 1395 va assenyalar que la tradició local sostenia que el peu dret s'havia aixecat on llavors es trobava l'església de Sant Joan del Colós. Moltes il·lustracions posteriors mostren l'estàtua amb un peu a banda i banda de la boca del port amb vaixells que hi passen per sota. Les referències a aquesta concepció també es troben a les obres literàries. El Cassius a Juli Cèsar de William Shakespeare (I, ii, 136–38) diu de Cèsar:
| «                                                | Per què l'home, ell s'enfila pel món estret Com un colós, i nosaltres homes menuts Camina sota les seves enormes cames i mira al voltant Trobar-nos tombes deshonroses | » |
| — El Cassius a Juli Cèsar de William Shakespeare | |   |

Shakespeare fa al·lusió al Colos també a Troil i Cressida (V.5) i a Enric IV, Part 1 (V.1).
«The New Colossus» (1883), un sonet d'Emma Lazarus escrit en una placa de bronze fos i muntat dins del pedestal de l'Estàtua de la Llibertat el 1903, contrasta aquest últim amb:

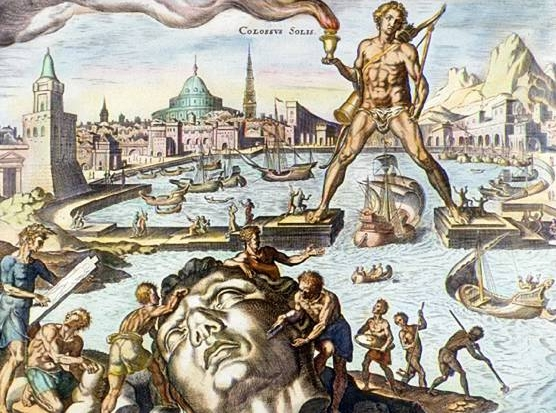
El colós imaginat en un gravat del de Martin Heemskerck, part de la seva sèrie de les set meravelles del món

| « | El gegant descarat de la fama grega amb membres conqueridors a cavall de terra en terra | » |

Tot i que aquestes imatges fantàstiques alimenten la concepció errònia, la mecànica de la situació revela que el Colós no podria haver estat a cavall del port tal com es descriu al Diccionari clàssic de Lemprière. Si l'estàtua completada hagués estat a cavall del port, llavors tota la boca del port s'hauria tancat de manera efectiva durant tota la construcció, i els antics rodis no haurien tingut els mitjans per dragar i reobrir el port un cop acabada la construcció. A més, l'estàtua caiguda hauria bloquejat el port, i com que els antics rodis no tenien la capacitat de treure l'estàtua caiguda del port, no hauria estat visible a terra durant els vuit-cents anys següents, com s'ha comentat anteriorment. Fins i tot deixant de banda aquestes objeccions, l'estàtua estava feta de bronze, i les anàlisis d'enginyeria indiquen que no s'hauria pogut construir amb les cames separades sense ensorrar-se pel seu propi pes.

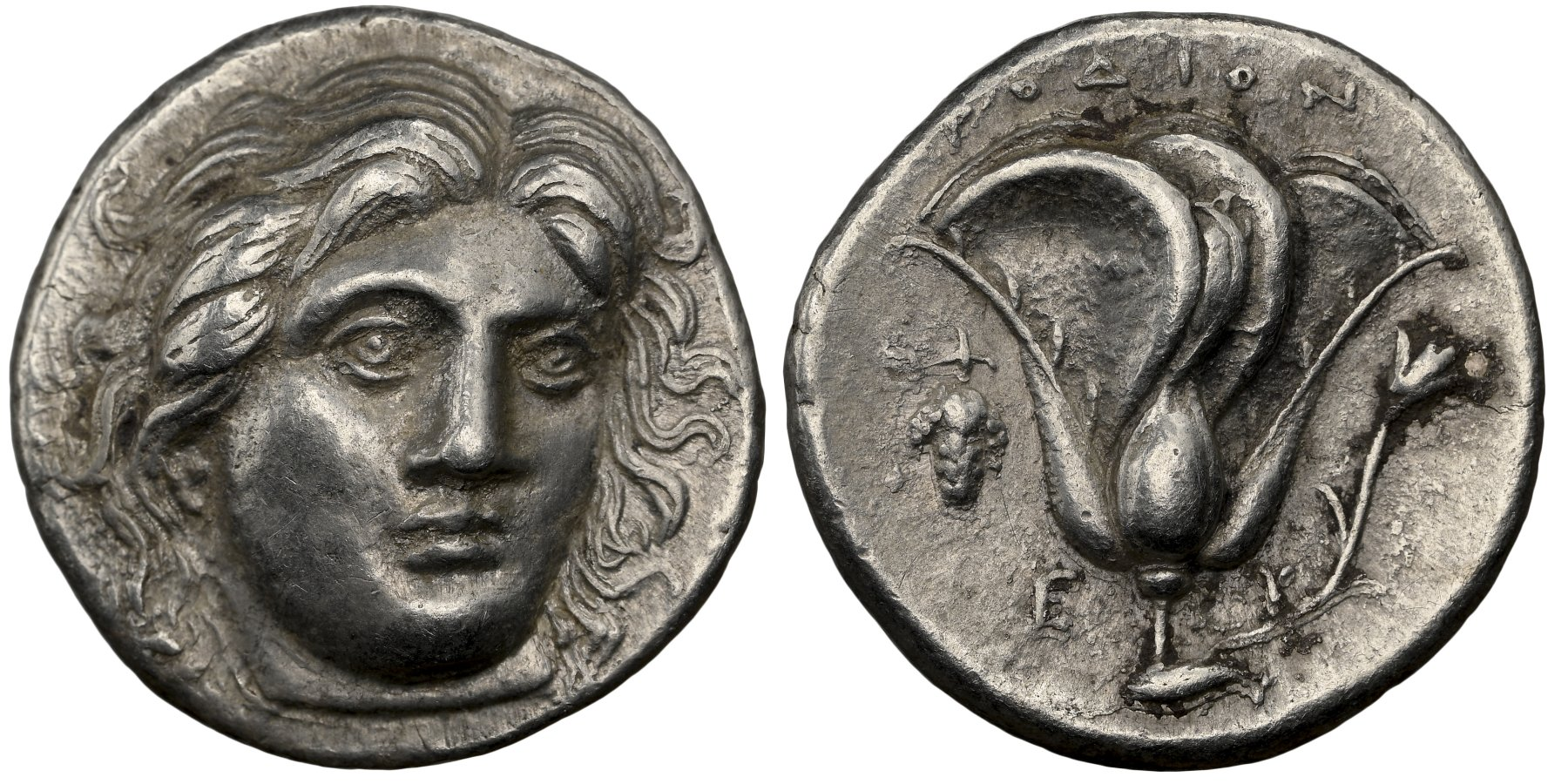
Didrachm rodi (305-275 aC) que mostra el déu Sol Hèlios a l'anvers i una rosa amb capoll de rosa i raïm al revers.

Molts investigadors han considerat posicions alternatives per a l'estàtua que l'haurien fet més factible per a la construcció real per part dels antics. Tampoc hi ha proves que l'estàtua tingués una torxa en alt; els registres simplement diuen que després de la finalització, els rodis van encendre la «torxa de la llibertat». Un relleu en un temple proper mostra a Hèlios dempeus amb una mà protegint-se els ulls (com si saludés) i és molt possible que el colós fos construït en la mateixa postura.
Tot i que els estudiosos no saben com era l'estàtua, sí que tenen una bona idea de com eren el cap i la cara, ja que en aquell moment era d'una representació estàndard. El cap hauria tingut els cabells arrissats, semblants a les imatges que es troben a les monedes de ròdies contemporànies.

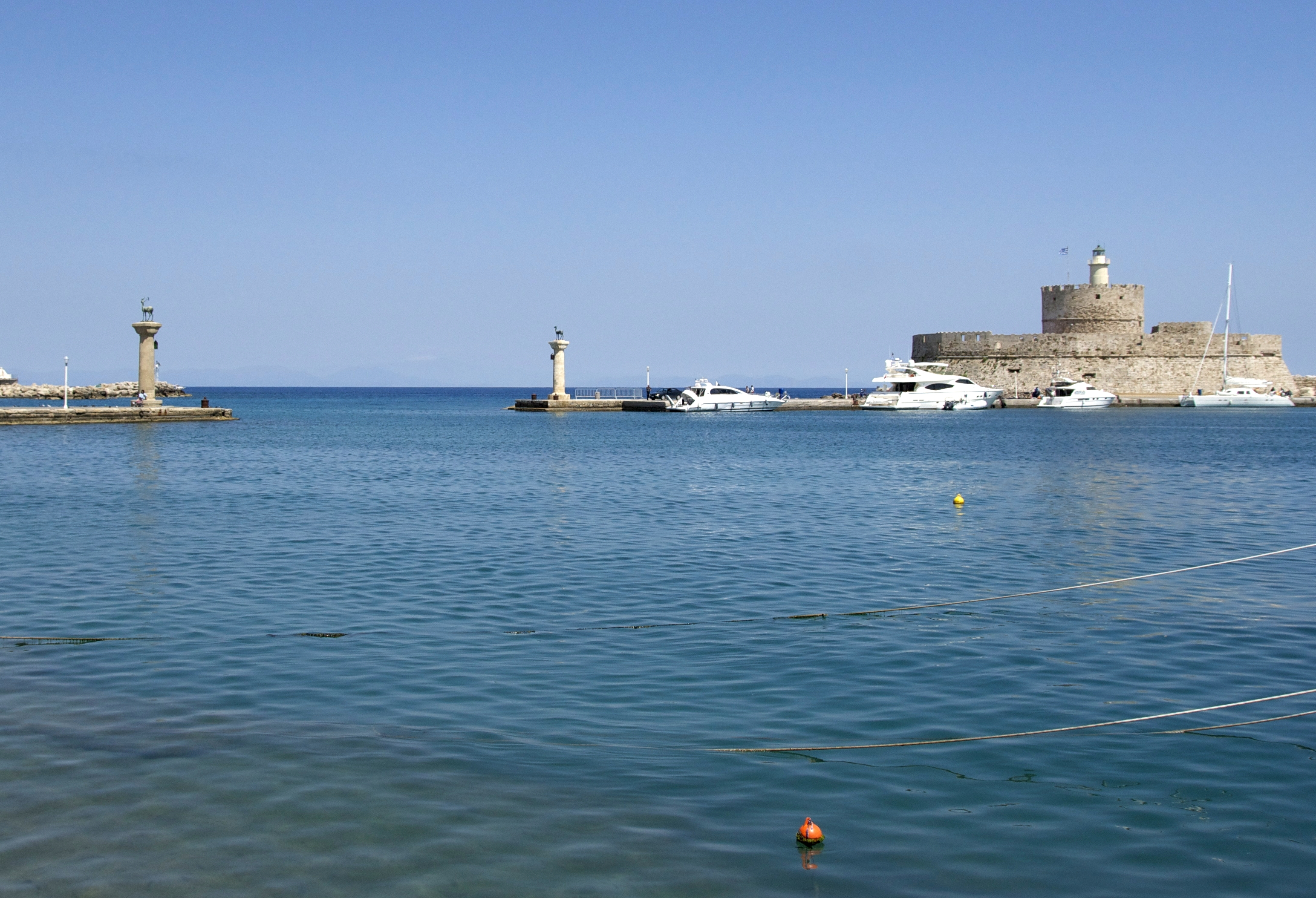
L'entrada del port vell des del terraplè interior. La fortalesa de Sant Nicolau és a la dreta

## Possibles ubicacions
Encara que els estudiosos generalment estan d'acord que les representacions anecdòtiques del Colós a cavall del punt d'entrada del port no tenen cap base històrica o científica, la ubicació real del monument continua sent un tema de debat. Com s'ha esmentat anteriorment, es creu que l'estàtua es trobava allà on ara hi ha dos pilars a l'entrada del port de Mandraki.
El pis de la fortalesa de Sant Nicolau, prop de l'entrada del port, conté un cercle de blocs de gres d'origen o finalitat desconegut. Els blocs corbats de marbre que es van incorporar a l'estructura de la fortalesa, però que es consideren tallats massa complexos per haver-se extret amb aquest propòsit, s'han plantejat com les restes d'una base de marbre per al Colós, que s'hauria situat a la base del bloc de gres.

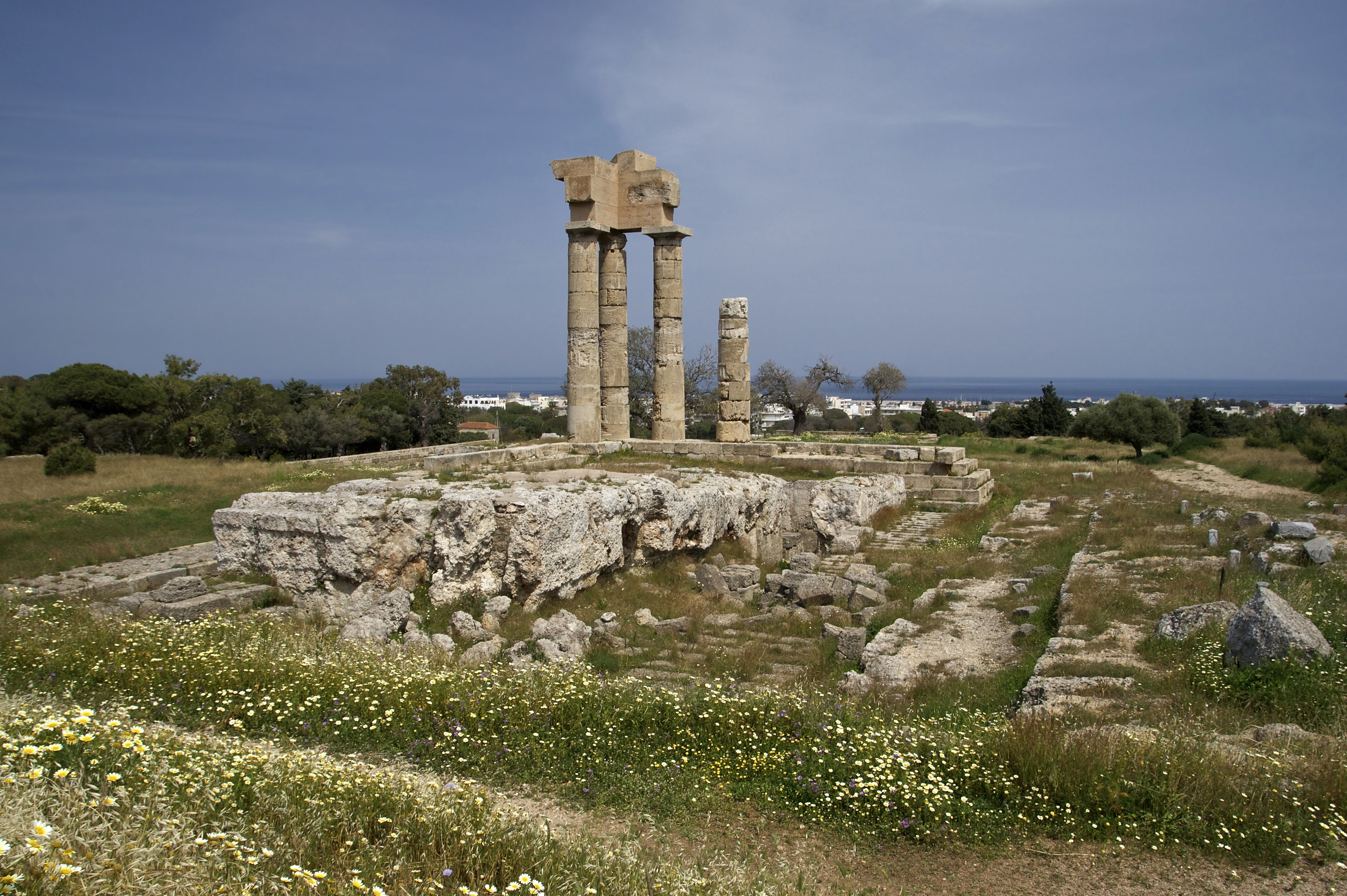
Fonaments de pedra i ruïnes del temple parcialment reconstruïdes al vèrtex de l'Acròpolis de Rodes

L'arqueòloga Ursula Vedder postula que el Colós no es trobava en absolut a la zona del port, sinó que formava part de l'Acròpolis de Rodes, que s'alçava sobre un turó que domina la zona del port. Les ruïnes d'un gran temple, tradicionalment pensat que estava dedicat a Apol·lo, es troben al punt més alt del turó. Vedder creu que l'estructura hauria estat en realitat un santuari d'Hèlios, i una part de la seva enorme base de pedra podria haver servit com a plataforma de suport per al Colós.

## Projectes moderns de Colós
El 2008, The Guardian va informar que l'artista alemany Gert Hof havia de construir un modern Colós a l'entrada del port al capdavant d'un equip de Colònia. Havia de ser una escultura de llum gegant feta parcialment amb armes foses d'arreu del món. Costaria fins a 200 milions d'euros.
El desembre de 2015, un grup d'arquitectes europeus va anunciar plans per construir un colós modern sobre dos molls a l'entrada del port, malgrat la preponderància de l'evidència i l'opinió acadèmica que el monument original no podria haver estat allà. La nova estàtua, 150 mestres d'alçada (cinc vegades l'alçada de l'original), costaria uns 283 milions de dòlars EUA, finançats amb donacions privades i col·laboració col·lectiva. L'estàtua inclouria un centre cultural, una biblioteca, una sala d'exposicions i un far, tots alimentats per plaques solars. No es van dur a terme aquests plans, però, i el lloc web del projecte es va desconnectar.